# Poręba Spytkowska
Poręba Spytkowska – wieś w Polsce położona w województwie małopolskim, w powiecie brzeskim, w gminie Brzesko.
Integralne części miejscowości: Granice, Kamieniec, Na Granicy Jasieńskiej, Przy Bocheńskim Gościńcu, Uszwica.

## Historia
Wieś otrzymała prawo niemieckie 11 maja 1344 r. z rąk Kazimierza Wielkiego.
W latach 1954-1961 wieś była siedzibą gromady Poręba Spytkowska, po jej zniesieniu była w gromadzie Okocim. W latach 1975–1998 należała administracyjnie do województwa tarnowskiego. 

## Zabytki
Obiekty wpisane do rejestru zabytków nieruchomych województwa małopolskiego
- kościół parafialny pw. św. Bartłomieja z XVI wieku oraz dzwonnica. Murowany, wybudowany przed 1565 r., kilkakrotnie odnawiany i przekształcany.

## Parafia
Parafia fundacji Leliwitów powstała pod koniec XIII w., pierwsza wzmianka pochodzi z 1325 roku.
W 1618 istniała w Porębie Spytkowskiej kaplica murowana pod wezwaniem św. Walentego.
Proboszczem parafii od 2023 roku jest ks. Andrzej Papież. Rezydentem w parafii od 2023 roku jest ks. Czesław Bachula.

## Edukacja
W Porębie Spytkowskiej działa Publiczna Szkoła Podstawowa, która znajduje się przy ulicy Kasztelana Spytka 98. Szkoła prowadzi nauczanie klas 1-8.
Publiczne przedszkole przy ulicy Kasztelana Spytka 100, prowadzi opiekę nad dziećmi od 3 do 6 roku życia. 

## Kultura
Dom Ludowy przy ulicy Kasztelana Spytka 93 istnieje od września 2003 roku.
Podinstytucje:
- biblioteka publiczna,
- świetlica wiejska,
- ochotnicza straż pożarna,
- Zespół Pieśni i Tańca „Porębianie”[10]

W Domu Ludowym organizowane są także imprezy okolicznościowe wesela, komunie, chrzty i inne.

## Sport
Na terenie miejscowości istnieje klub sportowy LKS Poręba Spytkowska.
Klub został założony w 1990 roku. Barwy: niebiesko-białe. W klubie udzielają się zarówno seniorzy jak i juniorzy.

## Komunikacja
Linię komunikacji między wsią Poręba Spytkowska a Brzeskiem tworzy:
- Miejskie Przedsiębiorstwo Komunikacyjne Sp. z.o.o w Brzesku – linia numer 3
- BUS Impero – na trasie: Brzesko – Poręba Spytkowska – Nowy Wiśnicz – Podgródek.

## Ochotnicza Straż Pożarna
Ochotnicza Straż Pożarna w Porębie Spytkowskiej powstała w 1934 roku. W roku 1993 jej działalność została zawieszona po pożarze ówczesnego Domu Ludowego i remizy strażackiej. Ponownie została reaktywowana w 1999 roku. W 2001 r. jednostka otrzymała z Państwowej Straży Pożarnej lekki samochód gaśniczy ŻUK, który wyłączono z eksploatacji w 2012 roku, a w październiku 2008 ciężki samochód gaśniczy JELCZ z jednostki OSP Jadowniki, który został wycofany w roku 2013. Obecnie (2023) jednostka posiada na swoim wyposażeniu następujące pojazdy: Jelcz 442, MAN 12.224, Nissan Navara, Quad. Liczy 37 członków i każdego roku bierze udział w około 30 akcjach ratowniczych. W strukturach jednostki działa także Dziecięca i Młodzieżowa Drużyna Pożarnicza.

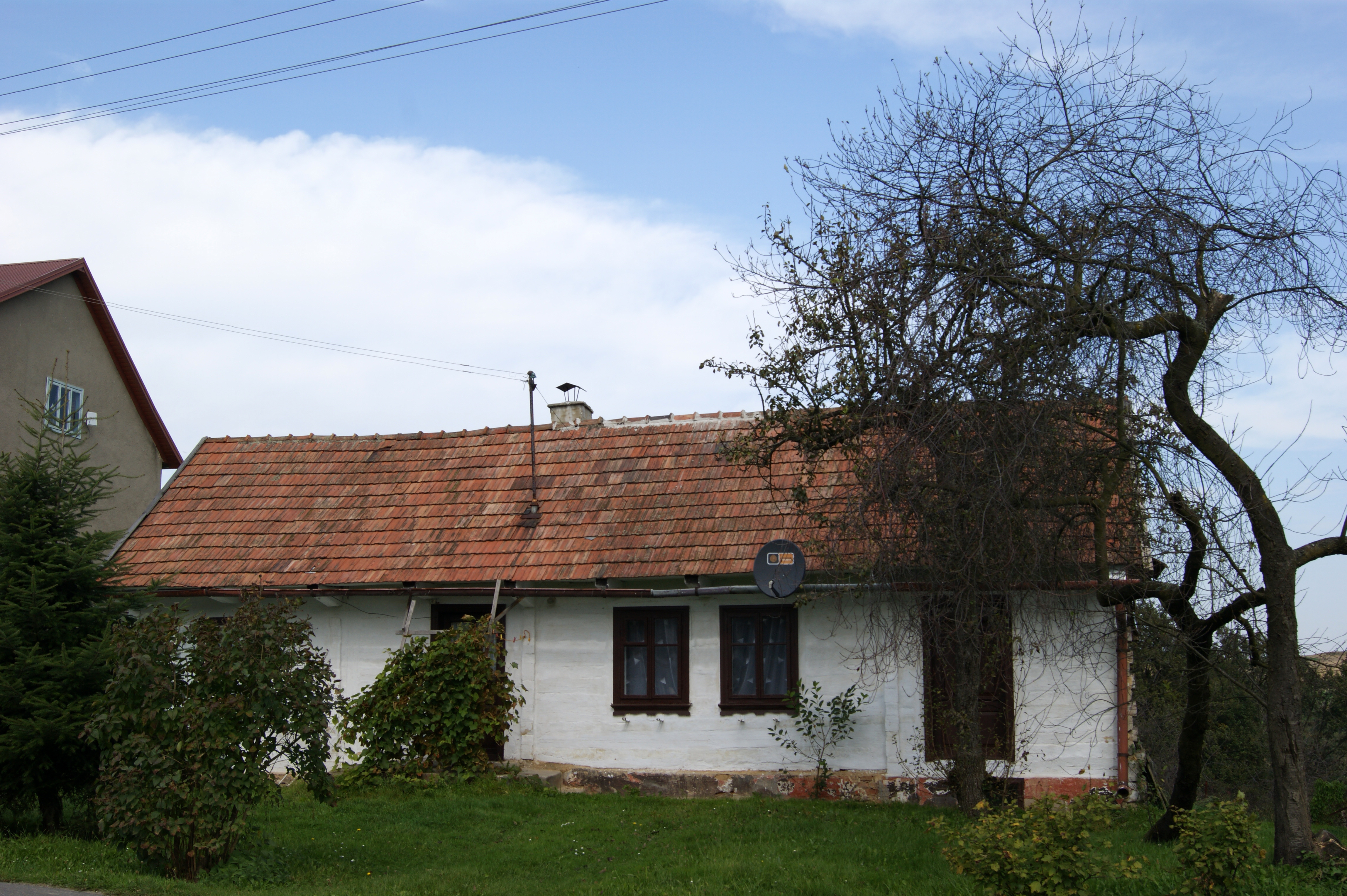
Stary dom.
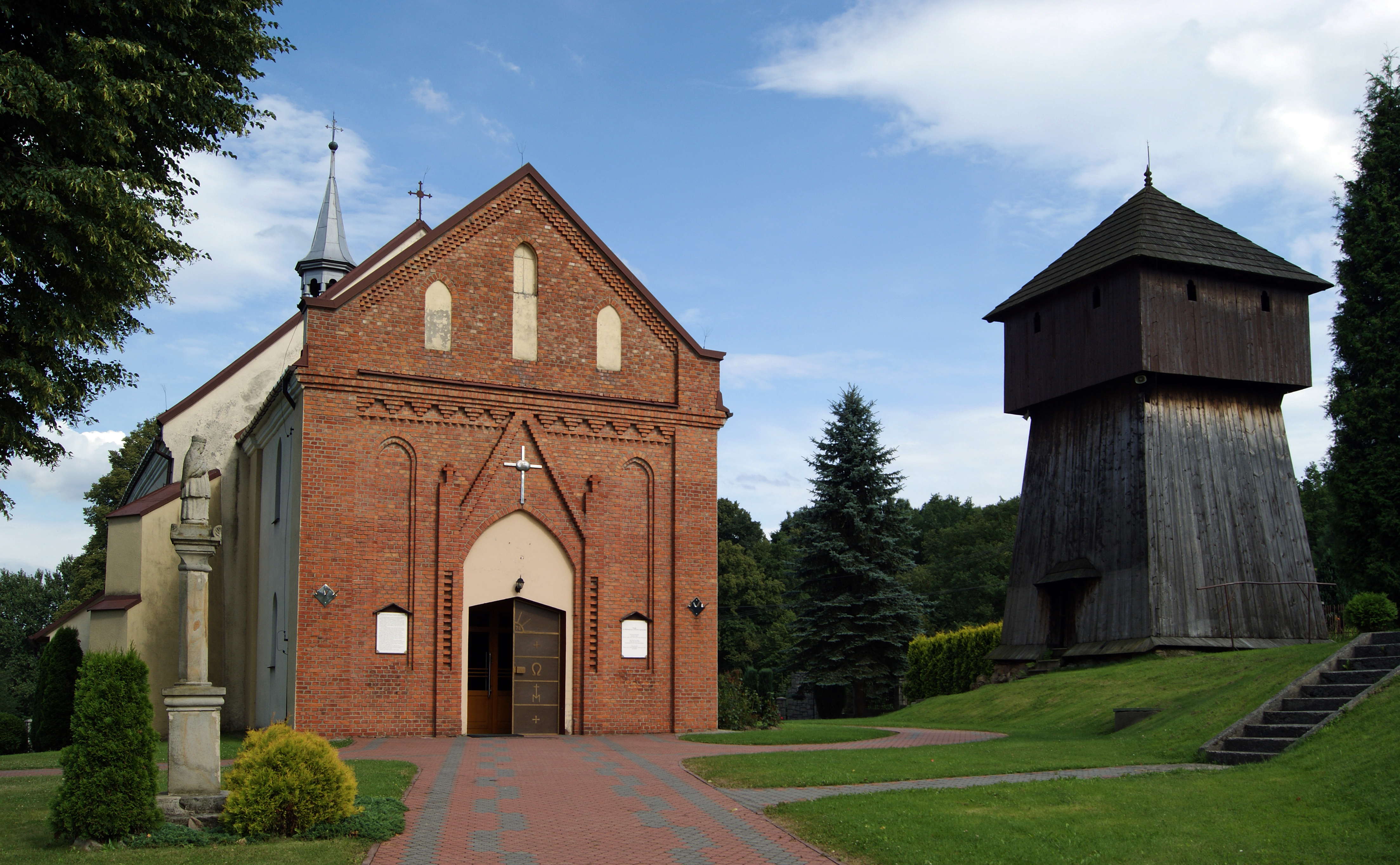
Kościół św. Bartłomieja.